# Українська Вікіпедія
Украї́нська Вікіпе́дія — україномовний розділ Вікіпедії, багатомовного інтернет-проєкту зі створення інтернет-енциклопедії на базі вікісайту, яку може редагувати кожний охочий користувач Інтернету.
На цей час кількість статей української Вікіпедії становить 1 387 628. За цим показником вона перебуває на 14-му місці серед усіх мовних розділів, на 10-му місці серед європейських Вікіпедій та на 3-му місці серед Вікіпедій слов'янськими мовами.
Українська Вікіпедія станом на 12 серпня 2025 року має 819 752 зареєстрованих користувачів, 47 адміністраторів. Загальна кількість сторінок в українській Вікіпедії — 4 953 558, редагувань — 45 860 358, завантажених файлів — 114 307
. Глибина (рівень розвитку мовного розділу) української Вікіпедії середня і становить 61.1 пунктів
.

## Історія

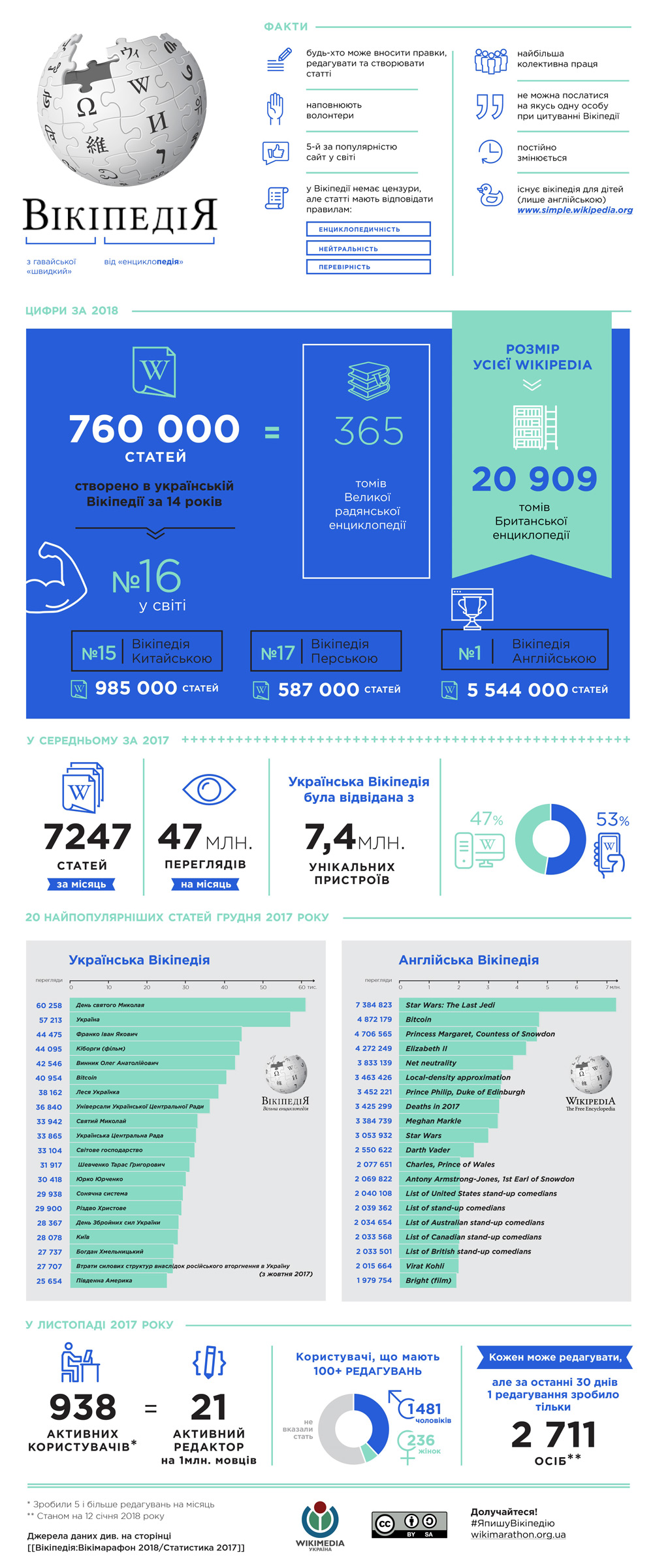
Інфографіка за даними 2017—2018 років

Перші зафіксовані спроби створення статті в українській Вікіпедії датують 26 січня 2004. Перша стаття — «Атом», створена 30 січня 2004 року користувачем 61.125.212.32 (пізніше зареєстрований як Yuri koval) з міста Фудзі, що в Японії.
- 26 лютого 2004 — перше інформаційне повідомлення на українському форумі Альянсу «Майдан».
- 4 квітня 2004 було офіційно активовано українську частину Вікіпедії. Кількість статей на той момент — 1000.
- 16 листопада 2004 на Головній сторінці поставлено першу вибрану статтю й уперше запроваджено блок новин.
- 10 жовтня 2007 зроблено мільйонне редагування [Архівовано 26 листопада 2020 у Wayback Machine.].
- 17 лютого 2008 зареєстровано 10 000-го користувача: Purbo T.
- 28 березня 2008 написано 100 000-ну статтю.
- 7 квітня 2010 написано 200 000-ну статтю.
- 12 лютого 2011 року за кількістю статей українська Вікіпедія наздогнала фінську.
- 7 липня 2011 написано 300 000-ну статтю.
- 31 серпня 2011 українська Вікіпедія за кількістю статей перевершила норвезьку, посівши 14 місце серед усіх розділів Вікіпедії.
- 26 жовтня 2011 загальна кількість сторінок в українській Вікіпедії перевищила 1 мільйон.
- 19 грудня 2011 число активних користувачів уперше перетнуло позначку 2000.
- 21 лютого 2012 українська Вікіпедія за кількістю статей перевершила каталонську, посівши 13 місце серед усіх розділів Вікіпедії.
- 14 березня 2012 року українська Вікіпедія за кількістю статей поступилася в'єтнамській та опустилася на 14-те місце у світі.
- 22 липня 2012 кількість редагувань сягнула 10 000 000[3].
- 20 вересня 2012 написано 400 000-ну статтю.
- 9—10 липня 2013 року завдяки ботозаливці себуанська та варайська Вікіпедії обійшли україномовний проєкт. Українська Вікіпедія опустилася на 16 місце за кількістю статей серед усіх мовних розділів.
- 27 квітня 2014 року проведено вікіфлешмоб, завдяки цьому 27 квітня було створено аж 940 статей — а це значить, що цього дня українці створили статей більше, ніж в англійській вікіпедії. Вплив цього заходу був таким сильним, що українська Вікі ввійшла до десятки вікіпедій, які найшвидше розвиваються[4].
- 12 травня 2014 року написана 500 000-на стаття.
- 13 вересня 2014 року кількість редагувань сягнула 15 000 000.
- 13 листопада 2015 написано 600 000-ну статтю.
- 4 червня 2017 написано 700 000-ну статтю.
- 28 листопада 2017 написано 750 000-ну статтю[5][6].
- У ніч із 10 на 11 липня 2018 написано 800 000-ну статтю.
- 1 листопада 2018 написано 850 000-ну статтю.
- 19 квітня 2019 написано 900 000-ну статтю.
- Наприкінці серпня 2019 року українська Вікіпедія за кількістю статей поступилася арабській та опустилася на 17-те місце у світі.
- 10 листопада 2019 написано 950 000-ну статтю.
- 23 березня 2020 року[7] написана 1 000 000-на стаття української Вікіпедії.
- 9 серпня 2020 року українська Вікіпедія за кількістю статей поступилася єгипетській арабській та опустилася на 18-те місце у світі.
- 15 вересня 2020 українська Вікіпедія за кількістю статей перевершила португальську, посівши 17-те місце серед усіх розділів Вікіпедії.
- 20 жовтня 2020 з'явилася 1 050 000-на стаття.
- 5 липня 2021 з'явилася 1 100 000-на стаття.
- 20 квітня 2022 з'явилася 1 150 000-на стаття.
- 21 липня 2022 українська Вікіпедія за кількістю статей перевершила арабську, посівши 16-те місце серед усіх розділів Вікіпедії.
- 10 жовтня 2022 написана1 200 000-на стаття.
- 20 березня 2023 з'явилася 1 250 000-на стаття.
- 1 червня 2023 українська Вікіпедія за кількістю статей перевершила варайську, посівши 15-те місце серед усіх розділів Вікіпедії.
- 20 вересня 2023 українська Вікіпедія за кількістю статей перевершила в'єтнамську, посівши 14-те місце серед усіх розділів Вікіпедії.
- 9 грудня 2023 з'явилася 1 300 000-на стаття[8].
- 30 січня 2024 року українська Вікіпедія відсвяткувала 20-річчя.
- 23 жовтня 2024 року написана 1 350 000-на стаття.

## Наповнення

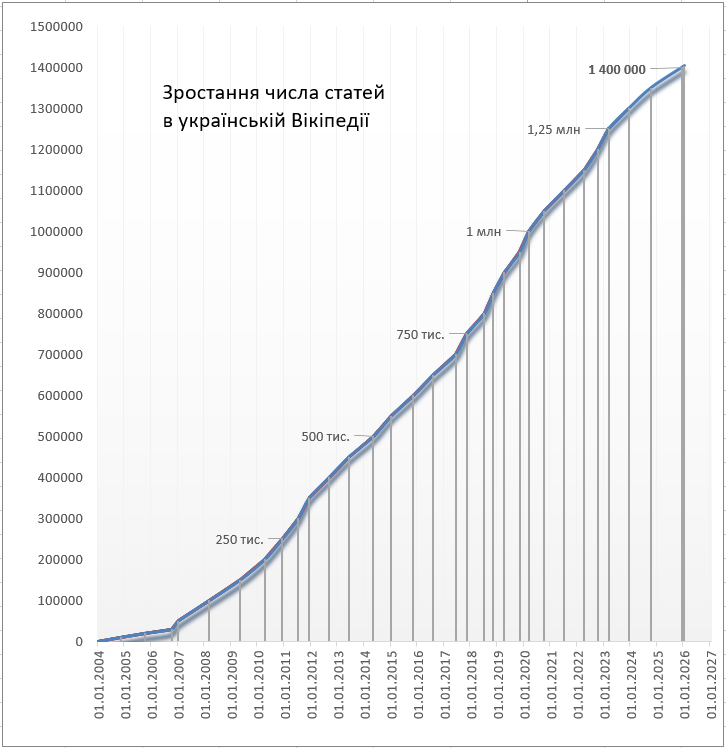
Зростання кількості статей в українській Вікіпедії

Станом на 12 серпня 2025 року за кількістю статей українська Вікіпедія посідає 14-те місце серед мовних розділів (між Вікіпедіями японською та в'єтнамською мовами) та третє місце серед слов'янських вікіпедій (між Вікіпедіями польською та сербською мовами), маючи понад 1,3 мільйона статей. Для порівняння, англійська Вікіпедіїя налічує понад 7 млн статей, себуанська понад 6 млн статей, німецька — понад 3 млн статей, французька, шведська, нідерландська, російська і іспанська — понад 2 млн статей, італійська, єгипетська арабська, польська, японська, китайська, в'єтнамська, варайська, арабська, португальська і перська — понад 1 млн статей. За загальним розміром українська Вікіпедія перебуває на 14-му місці у світі.
Українська Вікіпедія посідає 6 місце у списку розділів Вікіпедії за розміром 1000 статей, які повинні бути в кожній Вікіпедії. Українська Вікіпедія займає також 11 місце у списку розділів Вікіпедії за розміром обов'язкових 10000 статей.
Якість енциклопедії загалом за суто статистичним аналізом, що враховує лише частку статей серед загальної кількості сторінок і середню кількість редагувань на статтю, можна оцінити лише приблизно.
Станом на 12 серпня 2025 року критерій «глибини» (англ. Depth), що враховує середню кількість редагувань на статтю та частку саме статей серед усіх сторінок Вікіпедії для українського розділу, дорівнює 61. За цим показником вона випереджає деякі великі Вікіпедії (які мають понад 100 тис. статей), зокрема норвезьку (47), каталонську (41), шведську (18), литовську (30), есперанто (17), польську (36), словацьку (24), нідерландську (20). Серед великих Вікіпедій найбільші показники глибини мають: Вікіпедія англійською (1324), сербохорватською (749), Івритом — 268, французькою — 272, турецькою — 188, арабською — 286, перською — 155.
Українська Вікіпедія містить багато статей, які у первісному вигляді було скопійовано з Енциклопедії українознавства (понад 6 тис.), Української радянської енциклопедії, довідника з історії України (під ред. Підкови та Шуста), ГЕС, МГЕ (разом — понад 15 тис.), урядових та інших сторінок. Водночас деякі з цих статей були згодом перероблені та розвинуті редакторами Вікіпедії, які також створили чимало статей чи переробили їх у цілком самостійні. Українська Вікіпедія містить також найбільшу кількість статей про населені пункти України.
Найкращими статтями української Вікіпедії є вибрані статті й вибрані списки, обрані користувачами як такі, що відповідають високому рівню якості, викладу матеріалу, досконалості, нейтральності, об'єктивності та відповідності до наукових джерел. Є також окрема категорія «Добрі статті», які ще не сягають рівня «вибраних», однак можуть бути зараховані до числа найкращих статей української Вікіпедії. Відповідність статей цим категоріям вирішується голосуванням користувачів. Статті, які, навпаки, поки що не відповідають належному рівню, належать до категорії «Статті, що потрібно упорядкувати».

### Правопис
Політикою проєкту є якомога точніше дотримання офіційного правопису української мови 2019 року та його пізніших видань. Свого часу висловлювалася пропозиція запровадити харківський правопис, однак її відхилила більшість редакторів.

## Популярність

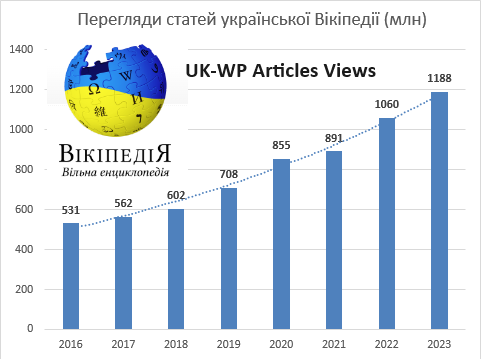
Динаміка відвідування української Вікіпедії 2016—2023

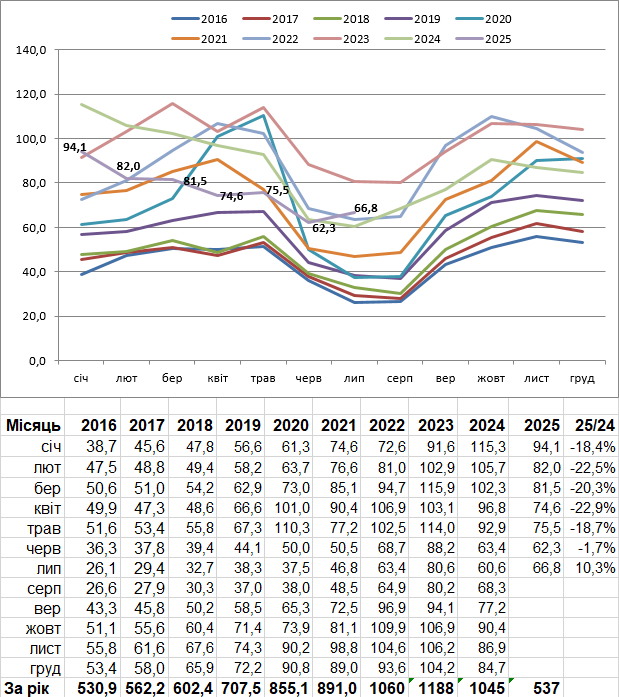
Деталізована статистика відвідування української Вікіпедії 2016—2025

Відвідуваність української Вікіпедії з року в рік зростає протягом усієї її історії. За 2023 рік в українській Вікіпедії здійснено 1188 млн переглядів сторінок на противагу 1060 у 2022 році (+12 %). Абсолютне річне зростання становило 128 млн переглядів.
У вересні 2024 року:
- Відвідуваність української Вікіпедії становила 77,2 млн переглядів сторінок[19].
- З території України переглянуто загалом 158 млн сторінок вікіпедій усіма мовами. З них 61 млн, або 38,6 %, відвідувань припадало на Українську Вікіпедію, 72 млн, або 45,6 %, — на Російську, 15 млн, або 9,5 %, — на Англійську[20]. Для порівняння, 2013 року з території України 16,4 % сторінок Вікіпедії було переглянуто українською, 71,1 % — російською та 8,1 % — англійською мовою[21].

Географічна статистика переглядів української Вікіпедії за вересень 2024 року така:
| Нр. | Країна    | Відсоток переглядів |
| --- | --------- | ------------------- |
| 1   | Україна   | 79.0 %              |
| 2   | Польща    | 3.9 %               |
| 3   | США       | 2.6 %               |
| 4   | Німеччина | 2.6 %               |
| 5   | Сингапур  | 2.6 %               |
| 6   | Чехія     | 0.84 %              |
| 7   | Франція   | 0.84 %              |
| 8   | Канада    | 0.73 %              |

## Редактори

### Статистика редагувань

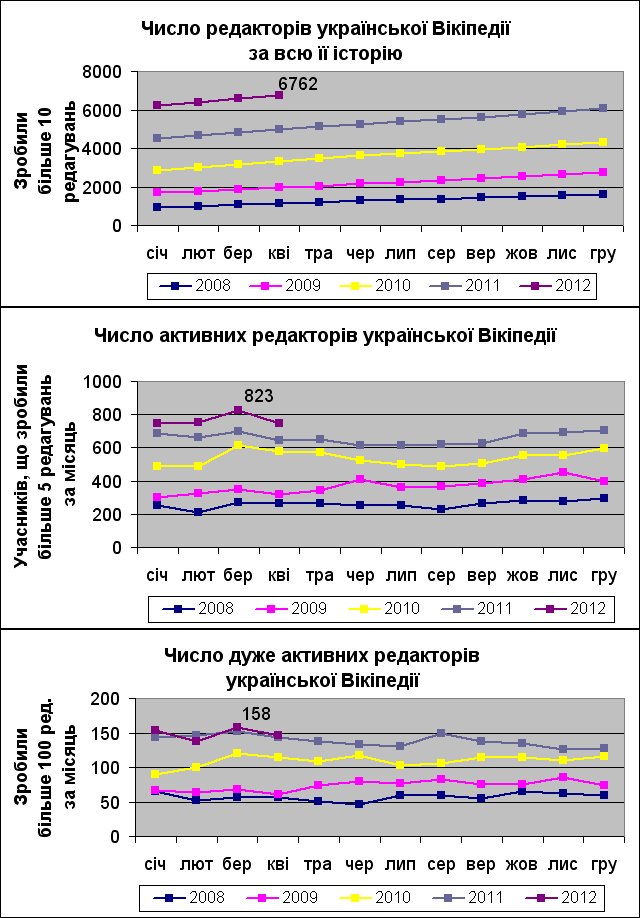
Динаміка кількості редакторів Української Вікіпедії за 2008—2012 роки

За весь час існування української Вікіпедії у ній були зареєстровані 819 785 користувачів. З них, станом на 1 січня 2019 року, 76 322 зробили принаймні одне редагування, а 19 465 — зробили щонайменше 10 редагувань. Упродовж грудня 2018 року мінімум 5 редагувань за місяць здійснили 978 користувачів.
Якщо 13 жовтня 2015 року на одного активного користувача української Вікіпедії припадало 279 статей, то станом на 23 лютого 2017 припадало 220 статей. Серед 20 найбільших за кількістю статей Вікіпедій — це дев'ятий показник у світі. На першому — себуанська Вікіпедія (31 100), на другому — варайська (16 830 статей), далі — шведська (1142), в'єтнамська (751), голландська (474), каталонська (295), норвезька (273), польська (268).

### Редактори— відомі особистості
Серед українських вікіпедистів є відомі люди, громадські, культурні, мистецькі діячі, науковці.
- Білецький Володимир Стефанович (Користувач:Білецький В.С.) — український учений у галузі гірництва, доктор технічних наук, професор.
- Будзей Олег Васильович (Користувач:OlegB) — український журналіст.
- Бондаренко Андрій Ігорович (Користувач:A1) — український композитор і піаніст, член НСКУ.
- Кравчук Петро Авксентійович (Користувач: Кравчук Петр Авксентьевич) — український краєзнавець, популяризатор науки, автор шести науково-популярних і краєзнавчих книг.
- Мішалов Віктор Юрійович (Користувач:Бандурист) — бандурист, дослідник кобзарства, композитор, диригент.
- Гречило Андрій Богданович (Користувач:Herald63) — український історик і геральдист, доктор історичних наук.
- Кальницький Михайло Борисович (Користувач:Кальницкий Михаил) — києвознавець, історик, літератор, журналіст.
- Веренко Ярослав Григорович (Користувач:ЯГВ) — український вчений-кібернетик, лауреат Державної премії України в галузі науки і техніки та Премії Ради Міністрів СРСР у галузі науки і техніки.

### Географія проживання

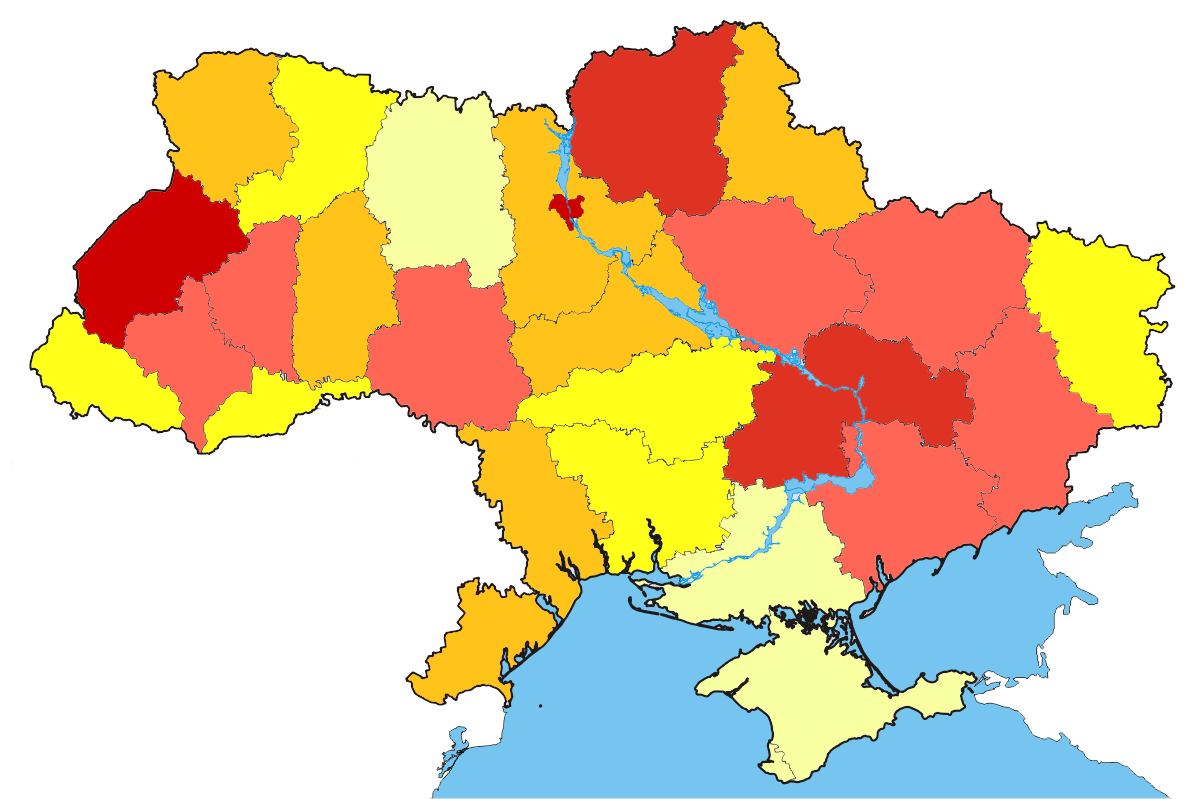
Кількість дописувачів української Вікіпедії за регіонами України станом на 1 червня 2017 року.
понад 200
100—199
50—99
30—49
20—29
0—19

Географія проживання українських вікіпедистів доволі різноманітна. З особистих сторінок користувачів можна з'ясувати, що до української Вікіпедії дописують користувачі з понад 10 країн світу: Україна, Канада, Німеччина, США, Російська Федерація, Японія, Польща, Франція, Італія, Ісландія, Португалія, Чехія, Білорусь, Ізраїль, Велика Британія тощо. Географію незареєстрованих дописувачів і користувачів, що не зазначили свого місцеперебування, з'ясувати неможливо.
Відсоток внеску (0.5 % редагувань від загалу) до української Вікіпедії редакторів із різних країн у 2014 році така:
| Нр. | Країна    | Відсоток редагувань |
| --- | --------- | ------------------- |
| 1   | Україна   | 87.5 %              |
| 2   | Німеччина | 3.0 %               |
| 3   | Росія     | 1.4 %               |
| 4   | США       | 1.2 %               |
| 5   | Чехія     | 0.6 %               |
| 6   | Китай     | 0.6 %               |
| 7   | Канада    | 0.5 %               |

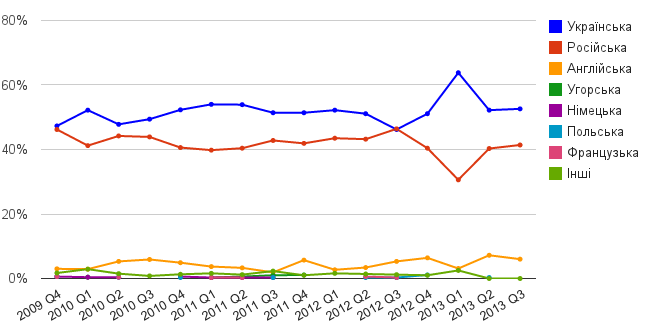
Тенденції редагувань Вікіпедій різними мовами з території України

Однак із території України редагують не лише українську Вікіпедію. За три квартали 2013 року 55,1 % редагувань із території України зроблено в україномовному розділі, 38,2 % — в російськомовному та 5,9 % — в англомовному розділах Вікіпедії.

### Освітні проєкти
Для залучення нових редакторів із-поміж студентів і школярів викладачі й учителі за допомогою досвідчених користувачів стимулюють учнів писати статті у Вікіпедію замість рефератів.
За допомогою досвідчених вікіредакторів було проведено значну кількість віківишколів у навчальних закладах. Найбільше таких заходів відбулося у Чернігові (Вікістудія), Львові, Києві, Харкові, Глухові, Кременчуці.

## Акції протесту

### У день страйку російської Вікіпедії

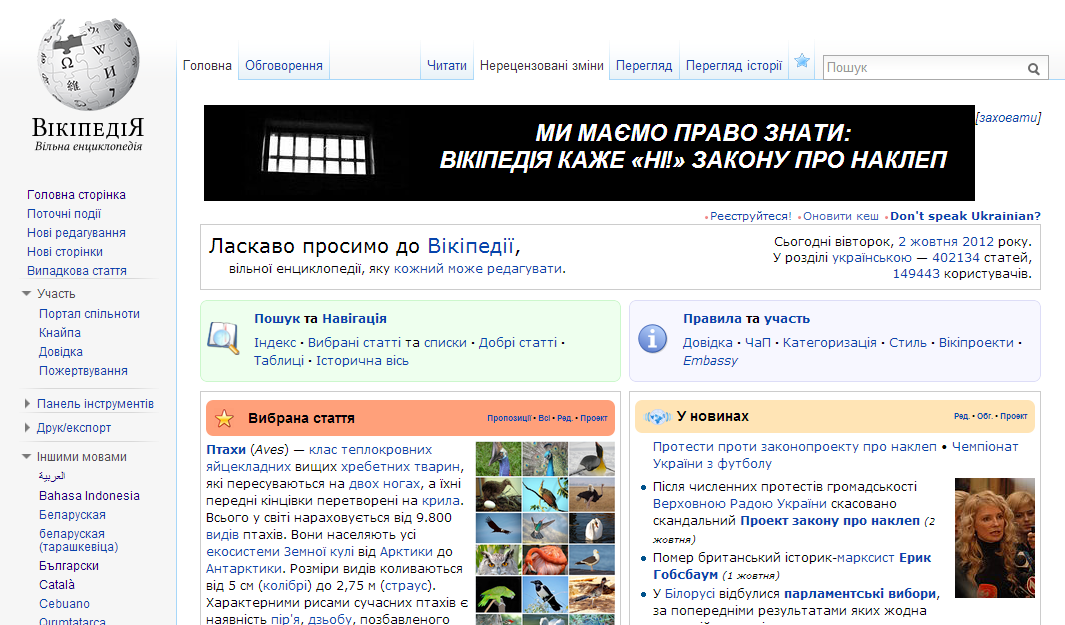
Головна сторінка з банером.

10 липня 2012 року, коли російську Вікіпедію в знак протесту проти ухвалення нового законопроєкту № 89417-6 заблокували на добу, відвідуваність української зросла в кілька разів. За заявою прес-служби ГО «Вікімедіа Україна», головну сторінку цього дня відвідали 103 886 разів, тоді як зазвичай відвідують 20–25 тис. осіб. Деякі статті, такі як, наприклад, Київ, Москва, Українська мова, Росія, Ялта, Вільям Шекспір, Фридерик Шопен відвідували у 2–3 рази частіше, а статті про Україну і Джастіна Бібера — в 7 разів частіше.

### Протест проти закону про наклеп
1 жовтня 2012 року українська Вікіпедія взяла участь у всеукраїнській акції проти нового закону про наклеп. Цього дня на кожній її сторінці можна було бачити чорний банер у верхній частині. Цей закон мав за мету заборонити поширювати небажану інформацію про будь-яку особу, що буде розцінено як «посягання на честь, гідність та ділову репутацію людини» з власного побажання особи, про яку йдеться. На думку деяких вікіпедистів, це потенційне порушення нейтральності, що призведе до цензури українського інформаційного простору, в тому числі й у Вікіпедії, внаслідок чого можна буде публікувати тільки офіційну інформацію. Громадська організація Вікімедіа Україна звернулася з проханням до Президента, Прем'єр-міністра, Голови Верховної Ради та народних депутатів України не ухвалювати закон.

### Протест проти закону про цензуру
21 січня 2014 року спільнота української Вікіпедії на знак рішучого протесту проти прийнятого Верховною Радою і підписаного президентом Закону 721-VII «Про внесення змін до Закону України „Про судоустрій і статус суддів“ та процесуальних законів щодо додаткових заходів захисту безпеки громадян» оголосила щоденний 30-хвилинний страйк.
25 січня на знак підтримки страйку українських колег логотип Вікіпедії в кольорах українського національного прапора вивісили грузинські вікіпедисти.

## Значення

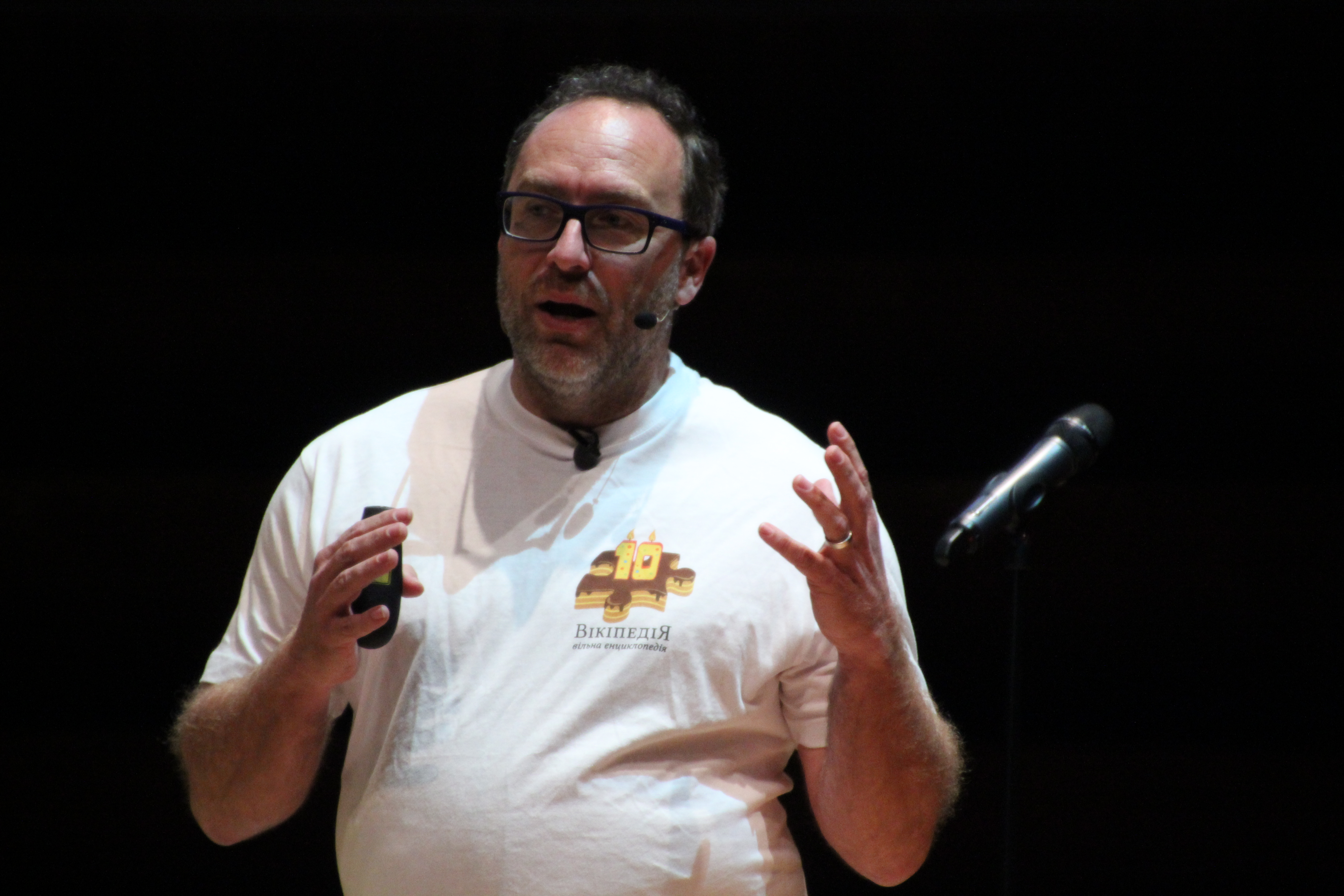
Джиммі Вейлз у футболці з логотипом десятиріччя української Вікіпедії на Вікіманії в Лондоні, Велика Британія (2014)

На переконання академіка НАН України Віктора Грінченка: 
|  | Формування українського сегмента Вікіпедії є першочерговим завданням загальнонаціонального значення, і кожен український науковець повинен написати для Вікіпедії щонайменше дві–три статті. |

На думку професора Володимира Білецького:
|  | Як і інші національні Вікіпедії, українська є найпотужнішим енциклопедичним Інтернет-ресурсом свого національного середовища, у перспективі — одним з основних елементів інформаційного простору. Водночас вона репрезентує українську культуру, історію, науку, промисловість, бізнес та інші сфери і реалії України, а також подає для україномовного користувача багатогранну фахову інформацію про світ. Масштаб і якість кожного національного сектора Вікіпедії побічно є мірилом сучасного суспільного потенціалу певної нації творити новий культурний продукт. По суті сукупність мовних розділів Вікіпедій є майданчиком змагань і репрезентацій світових культур, показником їх сучасних потенцій. Тому стратегічні завдання кожної національної Вікіпедії співвимірні місцю тієї чи іншої культури у сучасному світовому культурному просторі. Динаміка розвитку Вікіпедій, кількісні і якісні їх характеристики у суттєвій мірі корелюють з майбутнім національних культур і мов. Виходячи з історичних реалій, місця і ролі Руси-України (за М. Грушевським) в історії Європи та світу, сучасного бачення українських пасіонаріїв та лідерів майбутнього країни доцільно спершу послідовно і наполегливо вибудовувати український сектор Вікіпедії за кількісними і якісними показниками на рівні польського та російського секторів (ближча перспектива), водночас орієнтуючись на досягнення рівня німецького та французького секторів (далека перспектива). |

### Звернення представників української влади
Із закликами дописувати до цього проєкту виступали українські урядовці: одного разу Президент України, та двічі — міністри освіти.
9 березня 2010 міністр освіти і науки Іван Вакарчук закликав українських науковців написати хоча б по 2-3 статті для українського сегмента інтернет-енциклопедії «Вікіпедія».
|  | Український сегмент енциклопедії може суттєво розширитися, якщо кожен з українських науковців напише хоча б по 2–3 статті з його напрямку діяльності, — зауважує міністр. — До роботи можна залучати й студентів старших курсів, які під керівництвом своїх викладачів змогли б долучитися до створення потужної української Вікіпедії. Адже написати чи відредагувати статтю в цій інтернет-енциклопедії може кожен. Формування українського сегменту Вікіпедії є завданням національного значення. |

21 липня 2015 з проханням зробити свій внесок у вдосконалення україномовного розділу «Вікіпедії» звернувся міністр освіти і науки Сергій Квіт
|  | Упевнений, що підвищення якості україномовної Вікіпедії як результат нашої спільної роботи стане в пригоді не лише мільйонам користувачів, а й сприятиме формуванню й утвердженню сучасної української наукової та фахової термінології та призведе до розвитку творчого потенціалу та пізнавальної активності підростаючого покоління |

30 січня 2016 року Президент України Петро Порошенко на своїй сторінці у Facebook закликав долучатися до наповнення української Вікіпедії:
|  | За 12 років існування українська Вікіпедія подолала рубіж у 600 тисяч статей. Друзі, долучайтесь до наповнення українського сегменту Вікіпедії. Нехай у світі буде більше якісної та правдивої інформації про Україну! |

9 квітня 2016 року Голова Верховної ради В. Гройсман на своїй сторінці у Фейсбуці запропонував обговорити «як долучити до створення якісної української Вікіпедії волонтерів, студентів, науковців, і як держава могла б підтримати такий проєкт, який сприятиме популяризації української мови в еру цифрових технологій». В численних коментарях до повідомлення наголошувалося, зокрема, на кроках, що лежать у законодавчій площині: скасуванні закону «Ківалова-Колесніченка» та впровадженні Свободи панорами. Втім на жоден з коментарів В. Гройсман не відповів.
16.01.2017 р. український уряд доручив вжити заходів з підтримки української Вікіпедії, а саме:
- внесення змін до навчальних програм з інформатики, географії, історії та літератури для учнів старших класів загальноосвітніх навчальних закладів щодо використання україномовного розділу «Вікіпедії»;
- можливість підготовки студентами матеріалів для «Вікіпедії»;
- сприяння проведенню української частини міжнародного конкурсу «Вікі любить пам'ятки»;
- сприяння проведенню конкурсу з розміщення наукових робіт в українському розділі «Вікіпедії».

### Використання інформації у рішеннях українських судів
Вікіпедію згадано у понад двадцяти судових рішеннях апеляційних судів (зокрема, Дніпропетровський апеляційний адміністративний суд у декількох судових рішеннях використовує статтю Вікіпедії «Застосування» для тлумачення ст. 250 Господарського кодексу України; Київський та Львівський апеляційний адміністративний суди використали інформацію щодо операції «Дунай» тощо) та понад двохстах рішеннях судів першої інстанції.

## Критика
Хоча за обсягом українська Вікіпедія переважає усі відомі паперові енциклопедії, все ж щодо якості українська Вікіпедія є неспівмірною. Так, Іван Вакарчук у своєму зверненні зазначив, що українська Вікіпедія «сильно поступається своїм аналогам і за якістю. Багато наявних статей мають уривчастий, неповний і незавершений характер». Аналогічну думку висловив у своєму зверненні й С. Квіт, зазначивши, що цей недолік «спонукає українських інтернет-користувачів звертатись до інших зрозумілих іноземних версій Вікіпедії».
«Брак освічених користувачів-спеціалістів» відзначали й самі українські вікіпедисти.
Журналіст Юрій Фінклер критикував українську Вікіпедію за неможливість видалити інформацію про самого себе (після довгого обговорення спільнота відмовила Ю. Фінклеру у вилученні статті про нього у Вікіпедії).

## Міжнародна співпраця

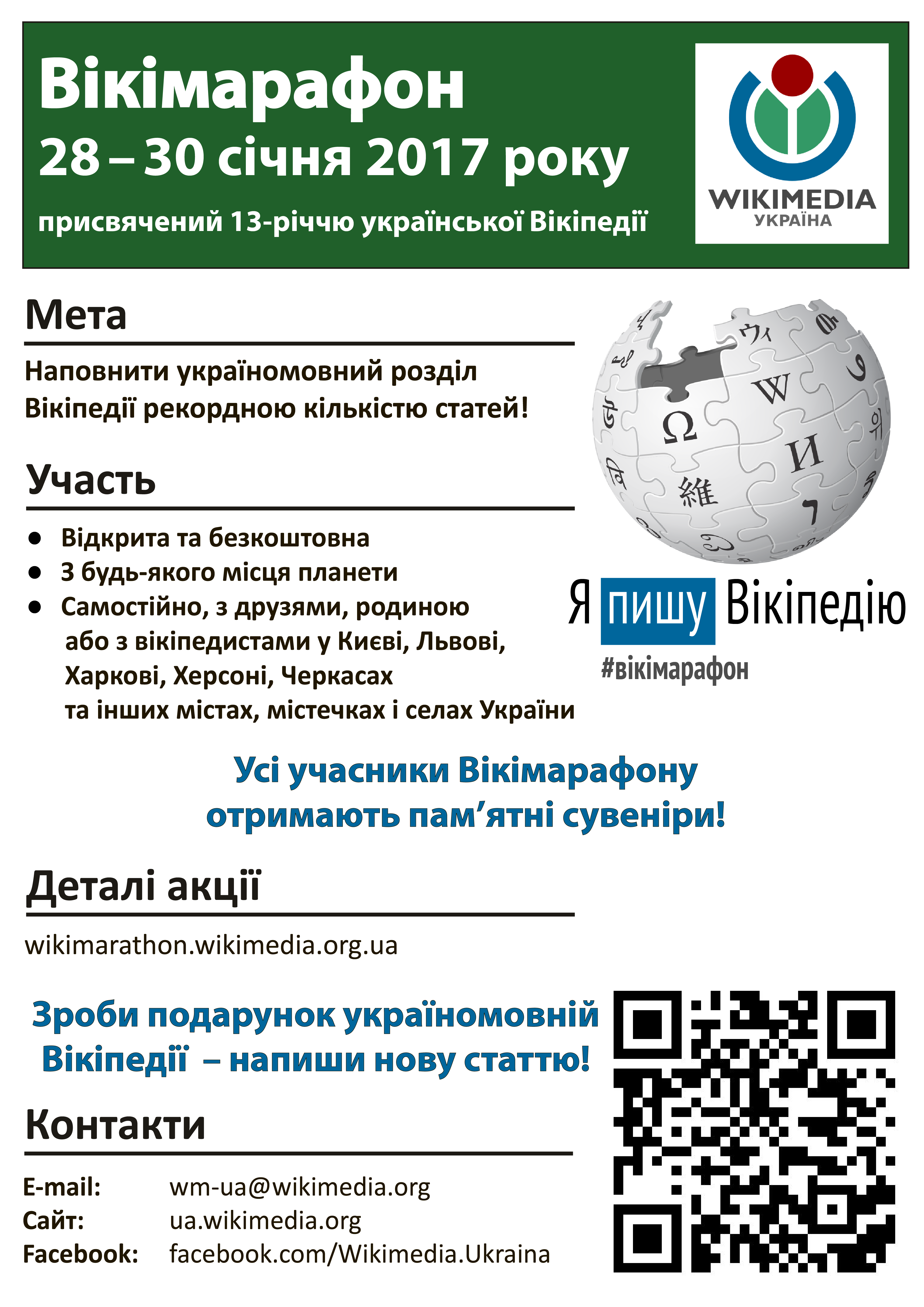
Афіша щорічного Вікімарафону (раніше Вікіфлешмобу, ця афіша Вікімарафону-2017)

Українські вікіпедисти неодноразово брали участь у різноманітних заходах за кордоном: вікізустрічах, конференціях, вікіманіях. Вперше таку зустріч зафіксовано у Варшаві 2009 року. Першою Вікіманією за участі вікіпедистів з України стала Вікіманія 2010 року в Гданську.
31 травня 2009 р. була створена громадська організація «Вікімедіа Україна» — регіональне відділення Фонду «Вікімедіа», що займається популяризацією та підтримкою проєктів Вікімедіа через проведення різних заходів: віківишколів, конференцій, конкурсів статей і фотографій тощо. Починаючи з 2010 року Вікімедіа Україна отримує гранти Фонду «Вікімедіа» на здійснення проєктів.
19–21 грудня 2014 року «Вікімедіа Україна» вперше стала організатором міжнародної конференції — Wikimedia CEE, що відбувалася в Київському лінгвістичному університеті та зібрала вікіпедистів і вікімедійців із 25 країн світу. Загалом у ній взяли участь приблизно 70 людей, десь 40 з них — представники інших, здебільшого європейських, країн.
У жовтні 2018 року у Львові відбулася чергова міжнародна конференція Wikimedia CEE-2018, місцем проведення якої був УКУ.